# چشمه (ایواوغلی)
چشمه، روستایی است از توابع بخش ایواوغلی و در شهرستان خوی استان آذربایجان غربی ایران.

## جمعیت
این روستا در دهستان ولدیان قرار داشته و بر اساس سرشماری سال ۱۳۸۵ جمعیت آن ۱۵۹ نفر (۴۰ خانوار)
بوده‌است.